# Dendromus vernayi
Dendromus vernayi es una especie de roedor de la familia Nesomyidae.

## Distribución geográfica
Se encuentran en Angola.

## Hábitat
Su hábitat natural son: sabanas húmedas.